# Torneo de Valencia 2008
El Torneo de Valencia 2008 (también conocido como Open de Tenis Comunidad Valenciana) fue un torneo de tenis jugado sobre tierra batida. Fue la edición número 13 de este torneo, y formó parte de los International Series del ATP Tour 2008. Se celebró en Valencia, España, desde el 12 de abril hasta el 20 de abril, de 2008.
En el cuadro de individuales estaban el n.º 5 ATP, finalista en la Tennis Masters Cup 2007 y cuartofinalista en el Abierto de Australia 2008 David Ferrer, el finalista en Viña del Mar 2008 Juan Mónaco, y el ganador del Torneo de Metz 2007 Tommy Robredo. Otros tenistas que compitieron fueron el finalista del Torneo de Auckland 2008 Juan Carlos Ferrero, el ganador de Torneo de Costa do Sauipe 2008 y del Torneo de Acapulco 2008 Nicolás Almagro, Igor Andreev, Fernando Verdasco y Potito Starace. 

## Campeones

### Individual
David Ferrer vence a  Nicolás Almagro, 4–6, 6–2, 7–6(2)
- Para David Ferrer fue el primer título de la temporada, y su 6º en su carrera.

### Dobles
Máximo González /  Juan Mónaco vencen a  Travis Parrott /  Filip Polášek, 7–5, 7–5